# کلرتتراسایکلین
کلرتتراسایکلین(به انگلیسی: Chlortetracycline) (با نام تجاری Aureomycin) یک آنتی‌بیوتیک از دسته تتراسایکلین‌ها است که به عنوان نخستین تتراسایکلین شناخته می‌شود. این آنتی‌بیوتیک در سال ۱۹۴۵ در شرکت لدرله لابراتوریز تحت نظارت دانشمند هندی یلاپراگادا سوبارو و دستیارش بنجامین مینج داگر کشف شد. 

## کاربردهای پزشکی
در دامپزشکی، معمولاً برای درمان التهاب ملتحمه در گربه‌ایان کوچک، سگ و اسب مورد استفاده قرار می‌گیرد. همچنین برای درمان زخم‌های آلوده در گاو، گوسفند و خوک، و عفونت‌های دستگاه تنفسی در گوساله‌ها، خوک‌ها و مرغ‌ها استفاده می‌شود.
شکل کرم ترکیبی با تریامسینولون استامید برای درمان درماتیت آلرژیک در انسان استفاده می‌شود.

## عوارض جانبی
مانند سایر تتراسایکلین‌ها، کلرتتراسایکلین می‌تواند از فرایند ساخت استخوان و دندان در حیوانات در حال رشد و متولد نشده جلوگیری کند و دندان‌های آن‌ها را به رنگ زرد یا قهوه ای رنگ متمایل کند. همچنین می‌تواند عملکرد کبد و کلیه را مختل کند. واکنش‌های آلرژیک در آن نادر گزارش شده‌است.